# Campionati europei femminili di pallacanestro
I Campionati europei femminili di pallacanestro FIBA sono una competizione sportiva continentale a cadenza biennale organizzata dalla FIBA Europe, la federazione europea della pallacanestro. La denominazione ufficiale della manifestazione è FIBA EuroBasket Women.
Si tratta di un torneo tra nazionali, che assegna il titolo di campione europeo alla nazionale vincitrice, ed è di solito valevole per la qualificazione ai giochi olimpici e ai mondiali femminili di pallacanestro.
Il primo campionato europeo di pallacanestro si tenne nel 1938 in Italia, e fu proprio la nazionale italiana a vincere il torneo. Lo scoppio della Seconda guerra mondiale impedì il ripetersi della manifestazione, che venne ripresa nel 1950, a cadenza biennale, negli anni pari. Dal 1981 si è passati alla cadenza biennale, negli anni dispari.
L'Italia è la nazione che ha ospitato questo torneo più volte in passato, si contano in tutto sette edizioni (1938, 1968, 1974, 1981, 1985, 1993, 2007).
La manifestazione è stata a lungo dominata dall'Unione Sovietica, che tra il 1950 e il 1991 ha vinto 21 edizioni sulle 22 disputate. Dopo la dissoluzione dell'URSS, il torneo è stato vinto in altre 5 occasioni da nazionali delle ex-repubbliche sovietiche (3 volte dalla Russia e una a testa da Lituania e Ucraina). Non mancano i titoli per le nazionali europee: la Spagna è quella che ha conquistato più medaglie d'oro (4), mentre la Francia ha ottenuto più medaglie d'argento (8). La stessa Francia ha vinto 2 volte la competizione, al pari della Serbia e del Belgio, neo campione d’Europa mentre a vincerla 1 sola volta, oltre all'Italia, sono state la Bulgaria, la Polonia, la Rep. Ceca, l’Ucraina, e la Lituania.

## Albo d'oro
| Anno | Nazione ospitante | Finale | Finale        | Finale           | Finale 3º/4º posto | Finale 3º/4º posto | Finale 3º/4º posto |
| Anno | Nazione ospitante | Oro | punteggio     | Argento          | Bronzo             | punteggio          | 4º posto           |
| ---- | --- | --- | ------------- | ---------------- | ------------------ | ------------------ | ------------------ |
| 1938 | Italia | Italia | girone unico  | Lituania         | Polonia            | girone unico       | Francia            |
| 1950 | Ungheria | [[File: Flag of the Soviet Union (1936 – 1955).svg\|class=noviewer\| Unione Sovietica (bandiera)\|border\|40x40px]] [[Nazionale femminile di pallacanestro dell' Unione Sovietica\| Unione Sovietica]] | girone finale | Ungheria         | Cecoslovacchia     | girone finale      | Francia            |
| 1952 | Unione Sovietica [[File: Flag of the Soviet Union (1936 – 1955).svg\|class=noviewer\| Unione Sovietica (bandiera)\|border\|30px]] | [[File: Flag of the Soviet Union (1936 – 1955).svg\|class=noviewer\| Unione Sovietica (bandiera)\|border\|40x40px]] [[Nazionale femminile di pallacanestro dell' Unione Sovietica\| Unione Sovietica]] | girone finale | Cecoslovacchia   | Ungheria           | girone finale      | Bulgaria           |
| 1954 | Jugoslavia | [[File: Flag of the Soviet Union (1936 – 1955).svg\|class=noviewer\| Unione Sovietica (bandiera)\|border\|40x40px]] [[Nazionale femminile di pallacanestro dell' Unione Sovietica\| Unione Sovietica]] | girone finale | Cecoslovacchia   | Bulgaria           | girone finale      | Ungheria           |
| 1956 | Cecoslovacchia | Unione Sovietica | 49-41         | Ungheria         | Cecoslovacchia     | 91-60              | Bulgaria           |
| 1958 | Polonia | Bulgaria | girone finale | Unione Sovietica | Cecoslovacchia     | girone finale      | Jugoslavia         |
| 1960 | Bulgaria | Unione Sovietica | girone finale | Bulgaria         | Cecoslovacchia     | girone finale      | Polonia            |
| 1962 | Francia | Unione Sovietica | 63-46         | Cecoslovacchia   | Bulgaria           | 48-36              | Romania            |
| 1964 | Ungheria | Unione Sovietica | 55-53         | Bulgaria         | Cecoslovacchia     | 68-47              | Romania            |
| 1966 | Romania | Unione Sovietica | 74-66         | Cecoslovacchia   | Germania Est       | 65-60              | Romania            |
| 1968 | Italia | Unione Sovietica | girone finale | Jugoslavia       | Polonia            | girone finale      | Germania Est       |
| 1970 | Paesi Bassi | Unione Sovietica | 94-33         | Francia          | Jugoslavia         | 77-66              | Bulgaria           |
| 1972 | Bulgaria | Unione Sovietica | girone finale | Bulgaria         | Cecoslovacchia     | girone finale      | Francia            |
| 1974 | Italia | Unione Sovietica | girone finale | Cecoslovacchia   | Italia             | girone finale      | Ungheria           |
| 1976 | Francia | Unione Sovietica | girone finale | Cecoslovacchia   | Bulgaria           | girone finale      | Francia            |
| 1978 | Polonia | Unione Sovietica | girone finale | Jugoslavia       | Cecoslovacchia     | girone finale      | Francia            |
| 1980 | Jugoslavia | Unione Sovietica | 95-49         | Polonia          | Jugoslavia         | 61-57              | Cecoslovacchia     |
| 1981 | Italia | Unione Sovietica | 85-42         | Polonia          | Cecoslovacchia     | 76-74              | Jugoslavia         |
| 1983 | Ungheria | Unione Sovietica | 91-70         | Bulgaria         | Ungheria           | 82-79              | Jugoslavia         |
| 1985 | Italia | Unione Sovietica | 103-69        | Bulgaria         | Ungheria           | 103-76             | Cecoslovacchia     |
| 1987 | Spagna | Unione Sovietica | 83-73         | Jugoslavia       | Ungheria           | 75-67              | Cecoslovacchia     |
| 1989 | Bulgaria | Unione Sovietica | 64-61         | Cecoslovacchia   | Bulgaria           | 79-69              | Jugoslavia         |
| 1991 | Israele | Unione Sovietica | 97-84         | Jugoslavia       | Ungheria           | 65-61              | Bulgaria           |
| 1993 | Italia | Spagna | 63-53         | Francia          | Slovacchia         | 68-67              | Italia             |
| 1995 | Repubblica Ceca | Ucraina | 77-66         | Italia           | Russia             | 69-50              | Slovacchia         |
| 1997 | Ungheria | Lituania | 72-62         | Slovacchia       | Germania           | 86-61              | Ungheria           |
| 1999 | Polonia | Polonia | 59-56         | Francia          | Russia             | 78-49              | Slovacchia         |
| 2001 | Francia | Francia | 73-68         | Russia           | Spagna             | 89-74              | Lituania           |
| 2003 | Grecia | Russia | 59-56         | Rep. Ceca        | Spagna             | 87-81              | Polonia            |
| 2005 | Turchia | Rep. Ceca | 72-70         | Russia           | Spagna             | 83-65              | Lituania           |
| 2007 | Italia | Russia | 74-68         | Spagna           | Bielorussia        | 72-63              | Lettonia           |
| 2009 | Lettonia | Francia | 57-53         | Russia           | Spagna             | 63-56              | Bielorussia        |
| 2011 | Polonia | Russia | 59-42         | Turchia          | Francia            | 63-56              | Rep. Ceca          |
| 2013 | Francia | Spagna | 70-69         | Francia          | Turchia            | 92-71              | Serbia             |
| 2015 | Ungheria / Romania | Serbia | 76-68         | Francia          | Spagna             | 74-58              | Bielorussia        |
| 2017 | Repubblica Ceca | Spagna | 71-55         | Francia          | Belgio             | 78-45              | Grecia             |
| 2019 | Serbia / Lettonia | Spagna | 86-66         | Francia          | Serbia             | 81-55              | Gran Bretagna      |
| 2021 | Francia / Spagna | Serbia | 63-54         | Francia          | Belgio             | 77-69              | Bielorussia        |
| 2023 | Slovenia / Israele | Belgio | 64-58         | Spagna           | Francia            | 82-68              | Ungheria           |
| 2025 | Grecia / Germania / Italia / Repubblica Ceca                                                                                      | Belgio | 67-65         | Spagna           | Italia             | 69-54              | Francia            |
| 2027 | Belgio / Finlandia / Svezia / Lituania                                                                                            | |               |                  |                    |                    |                    |

## Statistiche

### Medagliere per nazioni
Dati aggiornati all'edizione 2025
| Pos. | Paese            | Oro | Argento | Bronzo | Totale |
| ---- | ---------------- | --- | ------- | ------ | ------ |
| 1    | Unione Sovietica | 21  | 1       | 0      | 22     |
| 2    | Spagna           | 4   | 3       | 5      | 12     |
| 3    | Russia           | 3   | 3       | 2      | 8      |
| 4    | Francia          | 2   | 8       | 2      | 12     |
| 5    | Belgio           | 2   | 0       | 2      | 4      |
| 6    | Serbia           | 2   | 0       | 1      | 3      |
| 7    | Bulgaria         | 1   | 5       | 4      | 10     |
| 8    | Polonia          | 1   | 2       | 2      | 5      |
| 9    | Italia           | 1   | 1       | 2      | 4      |
| 10   | Rep. Ceca        | 1   | 1       | 0      | 2      |
| 10   | Lituania         | 1   | 1       | 0      | 2      |
| 12   | Ucraina          | 1   | 0       | 0      | 1      |
| 13   | Cecoslovacchia   | 0   | 7       | 8      | 15     |
| 14   | Jugoslavia       | 0   | 4       | 2      | 6      |
| 15   | Ungheria         | 0   | 2       | 5      | 7      |
| 16   | Slovacchia       | 0   | 1       | 1      | 2      |
| 16   | Turchia          | 0   | 1       | 1      | 2      |
| 18   | Bielorussia      | 0   | 0       | 1      | 1      |
| 18   | Germania         | 0   | 0       | 1      | 1      |
| 18   | Germania Est     | 0   | 0       | 1      | 1      |